# Kit Golden
Kit Golden ist eine US-amerikanische Filmproduzentin, die als Produzentin von Chocolat – Ein kleiner Biss genügt 2001 für einen Oscar in der Kategorie Bester Film nominiert wurde.

## Leben
Golden studierte an der New York University und war zunächst im Story Department von Warner Bros. tätig. Später kam sie zur Samuel Goldwyn Company. Sie arbeitete eng mit Produzent David Brown zusammen und war unter anderem Aufnahmeleiterin bei Filmen wie Watch It und Die Asche meiner Mutter, die von Brown produziert wurden. Golden unterrichtet an der Tisch School of the Arts Asia in Singapur als Assistant Professor Kurse zu Filmproduktion und Script-Entwicklung.
Golden ist Mitglied der Producers Guild of America.

## Filmografie (Auswahl)
- 1992: Eine Frage der Ehre (A Few Good Men)
- 1992: The Player
- 1993: Watch It
- 1995: Canadian Bacon
- 1997: Denn zum Küssen sind sie da (Kiss the Girls)
- 1997: Der Mann ohne Namen (The Saint)
- 1998: Deep Impact
- 1999: Die Asche meiner Mutter (Angela’s Ashes)
- 2000: Chocolat – Ein kleiner Biss genügt (Chocolat)
- 2001: Im Netz der Spinne (Along Came a Spider)
- 2002: Framed

### Auszeichnungen
- 2001: Oscarnominierung für Chocolat – Ein kleiner Biss genügt